# Pierre Bayard
Pour les articles homonymes, voir Bayard.
Pierre Bayard, né en 1954, est professeur de littérature française à l'université de Paris VIII et psychanalyste.
Agrégé de lettres, Pierre Bayard est un ancien élève de l’École normale supérieure (promotion 1974). 
En 1991, il soutient à l’université Paris 8 une thèse de doctorat en littérature intitulée « Les lectures freudiennes du texte littéraire en France. Problèmes de méthode », sous la direction de Jean Bellemin-Noël.  

## Œuvre
Pierre Bayard est notamment connu pour son essai Comment parler des livres que l'on n'a pas lus ?, dans lequel il critique l'idée reçue selon laquelle il y aurait une frontière nette entre lecture et non-lecture, et invite le lecteur à construire avec le texte littéraire un rapport plus libre, moins complexé.
La spécificité du travail de cet universitaire consiste dans son approche critique "interventionniste" des textes : il met en place un dispositif d'analyse anticonformiste, caractérisé par la mise en œuvre  d'une "fiction théorique", et se sert de ce dispositif comme base pour une réflexion critique approfondie. Son ouvrage, Le Plagiat par anticipation, est une illustration de sa démarche : à partir de l'impossibilité logique qu'est le « plagiat par anticipation », se déploie un discours sur la modernité de certains auteurs qui se voient très paradoxalement accusés de plagiat. Derrière cette irrévérence se dissimule un hommage à la modernité de Voltaire, Maupassant et d'autres que l'on incrimine par antiphrase pour mieux montrer leur génie et leur modernité. L'humour est considéré comme un préalable à une vraie réflexion dans la mesure où il permet un décalage de ton propice à l'intéressement du plus grand nombre. 
Et, dans le cadre du jeu inter-textuel, le paradoxe n'est pas incompatible avec la réflexion littéraire approfondie. Son ouvrage Comment parler des livres que l'on n'a pas lus ? rend compte de la tentative de désacralisation opérée par l'auteur ; mais cette désacralisation, si elle vise à réconcilier la littérature avec le plus grand nombre, ne reste pas moins très révérencieuse à l'égard des textes. Le paradoxe est ainsi omniprésent chez ce critique qui n'hésite pas à reprendre les méthodes de création de suspense des grands écrivains qu'il étudie pour établir son analyse dans Qui a tué Roger Ackroyd ?, la réflexion sur le rôle du lecteur dans l'œuvre et dans la constitution du sens de l'œuvre passe par une reconstitution à suspense du roman policier, et par un démontage systématique des indices qui permettent d'aboutir à la résolution finale, le tout sous la forme d'une enquête policière. En mettant le rôle du lecteur en avant, cette démarche s'inscrit dans la tradition herméneutique.

## Distinctions
- 2009 : Nommé membre senior de l'Institut universitaire de France[6]
- 2021 : Lauréat du prix Marguerite-Yourcenar, décerné par la Société civile des auteurs multimédia, pour l'ensemble de son œuvre[7]

## Œuvres
- Balzac et le troc de l'imaginaire. Lecture de La Peau de chagrin, Lettres modernes-Minard, 1978
- Symptôme de Stendhal. Armance et l’aveu, Lettres modernes-Minard, 1980
- Il était deux fois Romain Gary, Presses universitaires de France, 1990
- Le Paradoxe du menteur. Sur Laclos, Minuit, 1993
- Maupassant, juste avant Freud, Minuit, 1994
- Le Hors-sujet. Proust et la digression, Minuit, 1996
- Qui a tué Roger Ackroyd ?, Minuit, 1998 et « Reprise », 2002
- Comment améliorer les œuvres ratées ?, Minuit, 2000
- Enquête sur Hamlet. Le Dialogue de sourds, Minuit, 2002
- Peut-on appliquer la littérature à la psychanalyse, Minuit, 2004
- Demain est écrit, Minuit, 2005
- Comment parler des livres que l'on n'a pas lus ?, Minuit, 2007
- L'Affaire du chien des Baskerville, Minuit, 2008
- Le Plagiat par anticipation, Minuit, 2009
- Et si les œuvres changeaient d'auteur ?, Minuit, 2010
- Comment parler des lieux où l’on n’a pas été ?, Minuit, 2012
- Aurais-je été résistant ou bourreau ?, Minuit, 2013, 188 p. (ISBN 978-2-7073-4779-4)
- Il existe d’autres mondes, Minuit, 2014
- Aurais-je sauvé Geneviève Dixmer ?, Minuit, 2015
- Le Titanic fera naufrage, Minuit, 2016
- L'Énigme Tolstoïevski, Minuit, 2017
- La Vérité sur « Dix Petits Nègres », Minuit, 2019
- Comment parler des faits qui ne se sont pas produits ?, Minuit, 2020
- Œdipe n'est pas coupable, Minuit, 2021
- Et si les Beatles n'étaient pas nés ?, Minuit, 2022
- Hitchcock s'est trompé. « Fenêtre sur cour » contre-enquête, Minuit, 2023
- Aurais-je été sans peur et sans reproche ? Le chevalier Bayard et moi, Minuit, 2024

### Ouvrages collectifs
- Lire avec Freud. Pour Jean Bellemin-Noël, dir. Pierre Bayard, Presses universitaires de France, 1998
- Le Détour par les autres arts. Pour Marie-Claire Ropars, dir. Pierre Bayard et Christian Doumet, L’Improviste, 2004
- Lectures de Romain Gary, dir. François Aubel, coédition Le Magazine littéraire-Gallimard, 2011